# Extratereștri antici
„Milioane de oameni din toată lumea cred că am fost  vizitați în trecut de ființe extraterestre. Ce ar fi, dacă acest lucru ar fi adevărat? Au ajutat cu adevărat extratereștrii antici la modelarea istoriei noastre?”
Extratereștri antici (din engleză: Ancient Aliens) este un serial de televiziune american care a avut premiera pe 20 aprilie 2010 pe canalul History. Produs de Prometheus Entertainment, serialul prezintă pe larg teoria astronautului antic și presupune că textele istorice, arheologia, religia și mitologia conțin probe despre contactul dintre extratereștri și oameni (în era primitivă).
Episodul pilot de facto a avut premiera pe 8 martie 2009. Al doilea sezon a fost transmis începând cu 28 octombrie 2010. În acest moment (septembrie 2011) este transmis sezonul al III-lea.
Pe 21 ianuarie 2011, prezentatorul Giorgio A. Tsoukalos a anunțat la radio Coast-to-Coast AM că, datorită succesului acestui serial, un al treilea sezon din Ancient Aliens va fi transmis de canalul History la sfârșitul primăverii 2011.
La 11 iulie 2012, Giorgio A. Tsoukalos a anunțat la Coast to Coast că va fi produs și sezonul al V-lea.
Sezonul al VII-lea a început în octombrie 2014 pe canalul H2 (History 2).
Sezonul al VIII-lea a început la 24 iulie 2015.

## Episoade

### Rezumat
| Sezonul | Sezonul | Episoade | Premiera TV        | Premiera TV        |
| Sezonul | Sezonul | Episoade | Premiera sezonului | Finalul sezonului  |
| ------- | ------- | -------- | ------------------ | ------------------ |
|         | 1       | 6        | 8 martie 2009      | 25 mai 2010        |
|         | 2       | 10       | 28 octombrie 2010  | 30 decembrie 2010  |
|         | 3       | 16       | 28 iulie 2011      | 23 noiembrie 2011  |
|         | 4       | 15       | 17 februarie 2012  | 18 ianuarie 2013   |
|         | 5       | 15       | 25 ianuarie 2013   | 15 noiembrie 2013  |
|         | 6       | 20       | 29 noiembrie 2013  | 22 august 2014     |
|         | 7       | 12       | 31 octombrie 2014  | 1 mai 2015         |
|         | 8       | 10       | 24 iulie 2015      | 9 octombrie 2015   |
|         | 9       | 12       | 31 octombrie 2014  | 1 mai 2015         |
|         | 10      | 10       | 24 iulie 2015      | 9 octombrie 2015   |
|         | 11      | 15       | 6 mai 2016         | 2 septembrie 2016  |
|         | 12      | 16       | 28 aprilie 2017    | 15 septembrie 2017 |
|         | 13      | 15       | 27 aprilie 2018    | 7 ianuarie 2019    |
|         | 14      |          | 31 mai 2019        |                    |

### Sezonul 1 (2009–10)
| Nr. în serial | Nr. în sezon | Titlu                     | Premiera TV     |
| --- | ------------ | ------------------------- | --------------- |
| 0 | 0 (Pilot)    | „Chariots, Gods & Beyond” | 8 martie 2009   |
| Episodul prezintă ideile autorului elvețian Erich von Däniken care presupune că ființe avansate din spațiu au vizitat oamenii primitivi, dându-le cunoștințe despre sistemul solar și univers, de matematică și inginerie. Von Däniken mai spune că acești extratereștrii au fost considerați zei de toate religiile și civilizațiile terestre, iar dovada acestor lucruri se găsește în monumentele antice sau în textele antice (religioase). Printre monumentele antice amintite ca dovezi sunt Liniile Nazca, Marea Piramidă din Giza sau statuile Moai din Insula Paștelui. |              |                           |                 |
| 1 | 1            | „The Evidence”            | 20 aprilie 2010 |
| În acest episod se sugerează că extratereștrii au intervenit în viața oamenilor primitivi. Episodul aduce ca dovadă, pentru această idee, textele indiene în sanscrită din jurul anului 3000 î.Hr. (despre care se presupune că ar descrie aparate de zbor numite Vimane); megaliții egipteni (care sunt considerați prea avansați pentru perioada în care au fost construiți); scrierile evreiești Zohar (în care se presupune că este descrisă o mașină de produs mană, un procedeu similar cu cel modern de prelucrare a algei Chlorella.                                     |              |                           |                 |
| 2 | 2            | „The Visitors”            | 27 aprilie 2010 |
| În acest episod se afirmă că vizitele extraterestre au avut loc pe tot globul pământesc, că tribul Dogon a primit cunoștințe astronomice de la un zeu stea; popoarele de amerindieni Hopi și Zuni sărbătoresc Kachina (sau zeii din cer), care au o frizură despre care se presupune că seamănă cu căștile spațiale de protecție moderne; și că Huang Di, conducătorul chinezilor (2696–2598 î.Hr.), a venit pe Pământ pe un dragon galben despre care se sugerează că ar fi o metaforă pentru o navă spațială.                                                                  |              |                           |                 |
| 3 | 3            | „The Mission”             | 4 mai 2010      |
| Acest episod postulează că extratereștrii au un plan pentru Pământ și omenire, și citează ca dovadă: tăblițele sumeriene despre care se presupune că descriu anunnakii ca pe o rasă de creaturi care au venit pe Pământ să extragă aur, hieroglifele egiptene despre care se spune că descriu creaturi hibride om/animal; cranii de cristal și cercuri din culturi despre care se spune că ar conține mesaje de la extratereștrii. |              |                           |                 |
| 4 | 4            | „Closer Encounters”       | 18 mai 2010     |
| Acest episod sugerează că mai multe apariții de OZN-uri au fost semnalate în diverse texte istorice, menționând, drept dovadă, cartea din secolul al XIII-lea Otia Imperialia care descrie un presupus incident OZN în Bristol, Anglia; însemnările din jurnalul lui Cristofor Columb care a observat lumini ciudate pe cer; relatările despre ambarcațiunilor în formă de trabuc care au fost văzute deasupra Europei în timpul Ciumei Neagre; și arta medievală care descrie presupuse obiecte în formă de disc plutind în ceruri.                                             |              |                           |                 |
| 5 | 5            | „The Return”              | 25 mai 2010     |
| În acest episod se vehiculează ideea că extratereștrii au avut contacte cu omenirea și în secolul al XX-lea; și citează exemple ca Bătălia de la Los Angeles sau Incidentul OZN de la Roswell. De asemenea se comentează aspecte ale programului modern SETI: ce s-ar întâmpla dacă extratereștrii ar răspunde; ce protocoale există pentru a determina cine anume ar vorbi în numele omenirii și ce anume ne-ar comunica ei. |              |                           |                 |

### Sezonul 2 (2010)
| Nr. în serial | Nr. în sezon | Titlu                                                     | Premiera TV       |
| --- | ------------ | --------------------------------------------------------- | ----------------- |
| 6 | 1            | „Mysterious Places (Locuri misterioase)”                  | 28 octombrie 2010 |
| Acest episod cercetează diferite locații în jurul Pământului propuse ca fiind "puncte fierbinți" ale activității OZN-urilor, cum ar fi Triunghiul Bermudelor; Zona Tăcerii din Bolsón de Mapimí, Mexic; o zonă despre care se spune că perturbă natural semnalele radio, structura ca un portal din Peru numită Puerta de Hayu Marka și formațiunile curioase de piatră din Podișul Markawasi. |              |                                                           |                   |
| 7 | 2            | „Gods and Aliens (Zei și extratereștri)”                  | 4 noiembrie 2010  |
| Acest episod prezintă legende despre zei puternici și monștri de temut, care au asemănări între ele, chiar dacă aceste legende se găsesc în diferite culturi separate de distanțe uriașe. De asemenea, acest episod sugerează că aceste legende pot fi relatări ale martorilor oculari privind vizite extraterestre. Se discută și despre povești cu zei care interacționează cu oamenii, dându-le înțelepciune și tehnologie și impregnând femeile pentru a crea semizei, care se presupune a fi urmașii unirii dintre oameni și extratereștri. |              |                                                           |                   |
| 8 | 3            | „Underwater Worlds (Lumi subterane)”                      | 11 noiembrie 2010 |
| Acest episod sugerează că diferite structuri, construcții și ruine submarine aflate de-a lungul globului au fost, posibil, folosite de extratereștrii, cum ar fi ruinele templului din Lacul Titicaca din Peru; structurile geometrice de la Yonaguni, lângă coasta Japoniei. Sunt prezentate texte antice indiene care descriu alte orașe scufundate care așteaptă să fie descoperite. |              |                                                           |                   |
| 9 | 4            | „Underground Aliens (Extratereștri din adâncuri)”         | 18 noiembrie 2010 |
| În acest episod se fac presupuneri cum că diferite locuri subterane pot fi adăposturi; cum ar fi o peșteră pierdută din Ecuador despre care se crede că ar conține tăblițe din metal cu cunoștințe extraterestre; Orașul subteran Derinkuyu din Turcia; legendele nativilor americani despre ființele din interiorul Pământului. În episod sunt prezentate și zvonurile privind existența unei baze militare americane secrete construită lângă extratereștrii din interiorul Archuleta Mesa lângă Dulce, New Mexico.                            |              |                                                           |                   |
| 10 | 5            | „Aliens and the Third Reich (Extratereștrii și naziștii)” | 25 noiembrie 2010 |
| În acest episod se afirmă că Germania nazistă a avut contact cu tehnologie extraterestră avansată și a construit mașini zburătoare; cum ar fi Haunebu și Die Glocke (Clopotul). Mai sunt prezentate și zvonuri că o parte din această tehnologie a fost dusă în Statele Unite ale Americii și cu ajutorul ei a fost posibil programul Apollo. |              |                                                           |                   |
| 11 | 6            | „Alien Tech”                                              | 2 decembrie 2010  |
| Acest episod presupune că diferite tehnologii privind armele avansate (cum ar fi lasere sau arme sonice) sunt redescoperiri tehnologice ale unor arme folosite de ființe avansate din trecutul nostru. |              |                                                           |                   |
| 13 | 8            | „Unexplained Structures”                                  | 16 decembrie 2010 |
| Acest episod sugerează că diferite construcții antice din lume folosesc concepte tehnice și matematice moderne despre care se consideră că nu le posedau oamenii din vechime. Aceste cunoștințe ar fi fost primite de la extratereștri. Sunt prezentate situri srheologice ca: Göbekli Tepe (Turcia), ruinele incașe de la Sacsayhuamán (Peru), pietrele Carnac (Franța), Cariera Zorats (Armenia). |              |                                                           |                   |
| 14 | 9            | „Alien Devastations”                                      | 23 decembrie 2010 |
| Acest episod consideră că diferite boli descrise în texte biblice și alte texte vechi au la bază tehnologii extraterestre. |              |                                                           |                   |
| 15 | 10           | „Alien Contacts”                                          | 30 decembrie 2010 |
| Acest episod prezintă diferite contacte cu extratereștrii de-a lungul timpului, dând ca exemple pe Moise sau Ioana d'Arc. |              |                                                           |                   |

### Sezonul 3 (2011)
| Nr. în serial | Nr. în sezon | Titlu                                                         | Premiera TV        |
| --- | ------------ | ------------------------------------------------------------- | ------------------ |
| 16 | 1            | „Aliens and the Old West (Extratereștrii și Vestul Sălbatic)” | 28 iulie 2011      |
| Episodul începe cu imagini din filmul științifico-fantastic din 2011 Cowboys & Aliens și prezintă legende din vestul american care posibil presupun contactul cu extratereștrii, cum ar fi Incidentul OZN de la Aurora, Texas unde într-un cimitir local se pare că a fost îngropat un cadavru recuperat din OZN-ul prăbușit în 1897. Alte legende: cele ale amerindienilor despre Serpent Mound din Adams County, Ohio; relatări despre Pasărea tunetului care iese periodic din Lacul Elizabeth din Los Angeles, California; povestea despre fermierii care au tras în „păsări metalice” lângă Tombstone, Arizona. |              |                                                               |                    |
| 17 | 2            | „Aliens and Monsters (Extratereștrii și Monștrii)”            | 4 august 2011      |
| Acest episod examinează ingineria genetică modernă, tehnologia clonării și a hibridizării și sugerează că astfel de tehnologii ar fi putut fi folosite în trecut de către extratereștrii antici pentru a manipula omenirea și mediul înconjurător. De asemenea, se afirmă că legende despre creaturi cum ar fi Chimera sau Hidra și despre umanoizi ca Minotaurul și Medusa ar putea fi întâlniri reale cu ființele create de extratereștri prin hibridizarea animal-umană. |              |                                                               |                    |
| 18 | 3            | „Aliens and Sacred Places”                                    | 11 august 2011     |
| 19 | 4            | „Aliens and Temples of Gold”                                  | 18 august 2011     |
| 20 | 5            | „Aliens and Mysterious Rituals”                               | 25 august 2011     |
| 21 | 6            | „Aliens and Ancient Engineers”                                | 1 septembrie 2011  |
| 22 | 7            | „Aliens, Plagues and Epidemics”                               | 8 septembrie 2011  |
| 23 | 8            | „Aliens and Lost Worlds”                                      | 15 septembrie 2011 |
| 24 | 9            | „Aliens and Deadly Weapons”                                   | 22 septembrie 2011 |
| 25 | 10           | „Aliens and Evil Places”                                      | 28 septembrie 2011 |
| 26 | 11           | „Aliens and The Founding Fathers”                             | 5 octombrie 2011   |
| 27 | 12           | „Aliens and Deadly Cults”                                     | 12 octombrie 2011  |
| 28 | 13           | „Aliens and the Secret Code”                                  | 19 octombrie 2011  |
| 29 | 14           | „Aliens and the Undead”                                       | 26 octombrie 2011  |
| 30 | 15           | „Aliens, Gods and Heroes”                                     | 16 noiembrie 2011  |
| 31 | 16           | „Aliens and the Creation of Man”                              | 23 noiembrie 2011  |

### Sezonul 4 (2012)
| Nr. în serial | Nr. în sezon | Titlu                       | Premiera TV       |
| ------------- | ------------ | --------------------------- | ----------------- |
| 32            | 1            | „The Mayan Conspiracy”      | 17 februarie 2012 |
| 33            | 2            | „The Doomsday Prophecies”   | 17 februarie 2012 |
| 34            | 3            | „The Greys”                 | 24 februarie 2012 |
| 35            | 4            | „Aliens and Mega-Disasters” | 2 martie 2012     |
| 36            | 5            | „The NASA Connection”       | 9 martie 2012     |
| 37            | 6            | „The Mystery of Puma Punku” | 16 martie 2012    |
| 38            | 7            | „Aliens and Bigfoot”        | 23 martie 2012    |
| 39            | 8            | „The Da Vinci Conspiracy”   | 6 aprilie 2012    |
| 40            | 9            | „The Time Travelers”        | 27 aprilie 2012   |
| 41            | 10           | „Aliens and Dinosaurs”      | 4 mai 2012        |

### Sezonul 5 (2012-13)
| Nr. în serial | Nr. în sezon | Titlu                                                       | Premiera TV       |
| --- | ------------ | ----------------------------------------------------------- | ----------------- |
| 42 | 1            | „Secrets of the Pyramids (Secretele piramidelor)”           | 21 decembrie 2012 |
| Diferite speculații despre rolul piramidelor [egiptene și nu numai] ca surse sau antene a unor energii necunoscute încă. |              |                                                             |                   |
| 43 | 2            | „Aliens and Cover Ups (Extratereștri și mușamalizări)”      | 28 decembrie 2012 |
| Cercetătorii speculează despre cum extratereștrii au ascuns dovezile unor ipotetice vizite pe care le-au făcut de-a lungul istoriei. |              |                                                             |                   |
| 44 | 3            | „Alien Power Plants (Extratereștrii și energia)”            | 4 ianuarie 2013   |
| Cercetătorii speculează că multe construcții antice au fost realizate cu ajutorul energiei electrice care a fost produsă de centrale electrice proiectate de extratereștri. |              |                                                             |                   |
| 45 | 4            | „Destination Orion (Destinația: Orion)”                     | 11 ianuarie 2013  |
| Cercetătorii speculează că civilizațiile antice credeau că zeii lor au venit din constelația Orion, care ar trebui să fie o viitoare destinație a misiunilor spațiale terestre de căutare a vieții în spațiul îndepărtat. |              |                                                             |                   |
| 46 | 5            | „The Einstein Factor (Factorul Einstein)”                   | 18 ianuarie 2013  |
| Cercetătorii se întreabă de unde au avut inspirație mari figuri istorice care au influențat major cursul istoriei umane: Albert Einstein, Galileo, Arhimede, Aristotel etc. |              |                                                             |                   |
| 47 | 6            | „Secrets of the Tombs (Secrete ale mormintelor)”            | 25 ianuarie 2013  |
| 48 | 7            | „Prophets and Prophecies (Profeți și profeții)”             | 8 februarie 2013  |
| Cercetătorii sugerează că există o legătură extraterestră între diferite morminte antice din Egipt, China, etc. |              |                                                             |                   |
| 49 | 8            | „Beyond Nazca (Dincolo de Nazca)”                           | 15 februarie 2013 |
| Cercetătorii speculează că extratereștrii sunt în spatele liniilor de la Nazca. |              |                                                             |                   |
| 50 | 9            | „Strange Abductions („Răpiri stranii”)”                     | 22 februarie 2013 |
| Cercetătorii speculează că extratereștrii sunt în spatele unor răpiri de oameni. |              |                                                             |                   |
| 51 | 10           | „The Von Daniken Legacy (Moștenirea lui Erich Von Daniken)” | 5 aprilie 2013    |
| Cercetătorii prezintă cum cartea lui Erich Von Daniken, Chariots of the Gods?, a dus la schimbarea modului de gândire a oamenilor în ciuda oamenilor de știință care poartă ochelari de cal. Cartea, deși conține multe greșeli, a făcut ca oamenii să-și pună întrebări vizavi de istoria antică care le este impusă. |              |                                                             |                   |
| 52 | 11           | „The Viking Gods (Zeii vikingi)”                            | 12 aprilie 2013   |
| Cercetătorii speculează posibilitatea unui contact extraterestru cu Vikingii și încearcă să explice diferitele dispozitive ale zeilor ca dispozitive tehnologice. |              |                                                             |                   |
| 53 | 12           | „The Monoliths (Monoliții)”                                 | 19 aprilie 2013   |
| Ca și în primul episod al acestui sezon, cercetătorii speculează că monoliții, care se găsesc peste tot de-a lungul globului, la fel ca și piramidele, sau împreună cu acestea, formau o rețea de captare și de distribuție a unui tip de energie necunoscut care era folosit de civilizațiile antice puternic dezvoltate tehnologic. Bineînțeles că din realizările acestora n-au rezistat probei timpului decât construcțiile megalitice din piatră imposibil de reprodus cu tehnologia actuală. |              |                                                             |                   |

### Sezonul 6 (2013)
| Nr. în serial | Nr. în sezon | Titlu                             | Premiera TV        |
| --- | ------------ | --------------------------------- | ------------------ |
| 54 | 1            | „The Power of Three”              | 30 septembrie 2013 |
| 55 | 2            | „The Crystal Skulls”              | 7 octombrie 2013   |
| 56 | 3            | „The Anunnaki Connection”         | 14 octombrie 2013  |
| 57 | 4            | „Magic of the Gods”               | 21 octombrie 2013  |
| 58 | 5            | „The Satan Conspiracy”            | 28 octombrie 2013  |
| 59 | 6            | „Alien Operations”                | 1 noiembrie 2013   |
| 60 | 7            | „Emperors, Kings and Pharaohs”    | 8 noiembrie 2013   |
| 61 | 8            | „Mysterious Relics”               | 15 noiembrie 2013  |
| 62 | 9            | „Aliens and Forbidden Islands”    | 29 noiembrie 2013  |
| Cercetătorii discută despre evenimente misterioase, inclusiv relatările despre vizite extraterestre pe insule îndepărtate. |              |                                   |                    |
| 63 | 10           | „Aliens and The Lost Ark”         | 6 decembrie 2013   |
| Cercetătorii discută despre Chivotul Legământului ca fiind o tehnologie greșit înțeleasă.                                  |              |                                   |                    |
| 64 | 11           | „Aliens and Mysterious Mountains” | 13 decembrie 2013  |

### Sezonul 7 (2014)
| Nr. în serial | Nr. în seton | Titlu                       | Premiera TV       |
| ------------- | ------------ | --------------------------- | ----------------- |
| 65            | 1            | „Aliens and Stargates”      | 24 ianuarie 2014  |
| 66            | 2            | „Aliens in America”         | 31 ianuarie 2014  |
| 67            | 3            | „The Star Children”         | 7 februarie 2014  |
| 68            | 4            | „Treasures of the Gods”     | 14 februarie 2014 |
| 69            | 5            | „Aliens and the Red Planet” | 21 februarie 2014 |
| 70            | 6            | „The Shamans”               | 28 februarie 2014 |
| 71            | 7            | „Aliens and Insects”        | 7 martie 2014     |
| 72            | 8            | „Alien Breeders”            | 14 martie 2014    |

### Sezonul 8 (2014)
| Nr. în serial | Nr. în sezon | Titlu                    | Premiera TV    |
| ------------- | ------------ | ------------------------ | -------------- |
| 73            | 1            | „Alien Transports”       | 13 iunie 2014  |
| 74            | 2            | „Mysterious Structures”  | 20 iunie 2014  |
| 75            | 3            | „Mysterious Devices”     | 27 iunie 2014  |
| 76            | 4            | „Faces of the Gods”      | 25 iulie 2014  |
| 77            | 5            | „The Reptilians”         | 25 iulie 2014  |
| 78            | 6            | „The Tesla Experiment”   | 1 august 2014  |
| 79            | 7            | „The God Particle”       | 8 august 2014  |
| 80            | 8            | „Alien Encounters”       | 15 august 2014 |
| 81            | 9            | „Aliens and Superheroes” | 22 august 2014 |

### Sezonul 9 (2014-15)
| Nr. în serial | Nr. în sezon | Titlu                      | Premiera TV       |
| --- | ------------ | -------------------------- | ----------------- |
| 82 | 1            | „Forbidden Caves”          | 31 octombrie 2014 |
| Cercetătorii discută despre posibilitatea ca diferite peșteri să fie portaluri pentru contactul cu ființe extraterestre, devenind astfel inspirația unor variate tradiții mitologice. |              |                            |                   |
| 83 | 2            | „Mysteries of the Sphinx”  | 7 noiembrie 2014  |
| Cercetătorii discută despre posibilitatea ca statuia Sfinxului să fi reprezentat inițial o ființă din altă lume care a venit pe Pământ în urmă cu 10.000 de ani. |              |                            |                   |
| 84 | 3            | „Aliens Among Us”          | 14 noiembrie 2014 |
| Cercetătorii discută despre posibilitatea ca evoluția tehnologiei nu ar fi în întregime opera noastră și că suntem urmăriți de către entități de dincolo de lumea noastră. |              |                            |                   |
| 85 | 4            | „The Genius Factor”        | 21 noiembrie 2014 |
| Cercetătorii discută despre posibilitatea ca unii din cei mai mari oameni de știință din istorie să fi fost inspirați de surse extraterestre. |              |                            |                   |
| 86 | 5            | „Secrets of the Mummies”   | 28 noiembrie 2014 |
| Cercetătorii discută despre posibilitatea ca mumificarea la nivel mondial realizată în antichitate ar fi o dovadă că extratereștrii au vizitat Pământul în trecut. |              |                            |                   |
| 87 | 6            | „Alien Resurrections”      | 5 decembrie 2014  |
| Cercetătorii discută despre posibilitatea ca povești incredibile despre ridicarea morților din mormintele lor, mumii călătorind în viața de apoi și oameni aflați pe moarte care se întâlnesc cu rudele lor decedate într-un tărâm de apoi ceresc sunt dovada că extratereștrii au vizitat Pământul în trecutul îndepărtat. |              |                            |                   |
| 88 | 7            | „Alien Messages”           | 19 decembrie 2014 |
| Cercetătorii discută despre posibilitatea ca unele comunicații ciudate și criptice ne-ar putea ajuta să deblocăm misterele universului și să contactăm ființe extraterestre. |              |                            |                   |
| 89 | 8            | „The Great Flood”          | 26 decembrie 2014 |
| Cercetătorii discută despre posibilitatea ca ființe extraterestre să fi fost responsabile de producerea marelui potop. |              |                            |                   |
| 90 | 9            | „Aliens and the Civil War” | 10 aprilie 2015   |
| Cercetătorii discută despre posibilitatea ca extratereștrii să fi influențat cursul evenimentelor din Războiul Civil American. |              |                            |                   |
| 91 | 10           | „Hidden Pyramids”          | 17 aprilie 2015   |
| Cercetătorii discută despre posibilitatea ca extratereștrii să fi inspirat crearea uriașelor piramide megalitice care abia acum sunt pe punctul de a fi redescoperite. |              |                            |                   |
| 92 | 11           | „The Vanishings”           | 24 aprilie 2015   |
| Cercetătorii discută despre posibilitatea ca disparițiile misterioase din istorie să fi fost produse de extratereștrii care transportă oameni pe alte planete. |              |                            |                   |
| 93 | 12           | „The Alien Agenda”         | 1 mai 2015        |
| Cercetătorii discută despre posibilitatea ca extratereștrii să fi influențat în secret istoria omenirii de mii de ani. |              |                            |                   |

### Sezonul 10 (2015)
| Nr. în serial | Nr. în sezon | Titlu                   | Premiera TV        |
| --- | ------------ | ----------------------- | ------------------ |
| 94 | 1            | „Aliens B.C.”           | 24 iulie 2015      |
| Teoreticienii astronauților antici sugerează că o civilizație extraterestră a locuit pe Pământ în trecutul îndepărtat.                                                                                      |              |                         |                    |
| 95 | 2            | „NASA's Secret Agenda”  | 31 iulie 2015      |
| Teoreticienii astronauților antici sugerează că tehnologia rachetelor dezvoltate de NASA și Wernher von Braun poate avea origini extraterestre.                                                             |              |                         |                    |
| 96 | 3            | „Aliens and Robots”     | 7 august 2015      |
| Teoreticienii astronauților antici sugerează că roboți sofisticați ar fi existat în lumea antică. |              |                         |                    |
| 97 | 4            | „Dark Forces”           | 14 august 2015     |
| Bine și rău. Lumină și întuneric. Dumnezeu și Satana. În aproape fiecare cultură există povești cu forțe opuse care lucrează aici, pe Pământ - forțe de natură supranaturale sau din altă lume.             |              |                         |                    |
| 98 | 5            | „The Alien Evolution”   | 21 august 2015     |
| Teoreticienii astronauților antici sugerează că rămășițele preistorice indică origini extraterestre. |              |                         |                    |
| 99 | 6            | „The Other Earth”       | 28 august 2015     |
| Cercetătorii discută despre posibilitatea oamenilor de a găsi viață ca pe Pământ pe alte planete, despre colonizarea altor planete de oameni și colonizarea potențială a planetei noastre de extratereștri. |              |                         |                    |
| 100 | 7            | „Creatures of the Deep” | 4 septembrie 2015  |
| 101 | 8            | „Circles from the Sky”  | 18 septembrie 2015 |
| 102 | 9            | „The Alien Wars”        | 2 octombrie 2015   |
| 103 | 10           | „The Forbidden Zones”   | 9 octombrie 2015   |

### Sezonul 11 (2016)
| Nr. în serial | Nr. în sezon | Titlu                    | Premiera TV |
| --- | ------------ | ------------------------ | ----------- |
| 104 | 1            | „Pyramids of Antarctica” | 6 mai 2016  |
| Cercetătorii discută despre posibilitatea ca structurile misterioase găsite și cele îngropate în gheața din Antarctica ar putea fi de origini extraterestre.         |              |                          |             |
| 105 | 2            | „Destination Mars”       | 13 mai 2016 |
| Cercetătorii discută despre posibilitatea ca misiunile cu om către planeta Marte ar putea dezvălui existența unei intervenții extraterestre asupra vieții pe Pământ. |              |                          |             |
| 106 | 3            | „Next Humans”            | 20 mai 2016 |
| Cercetătorii discută despre posibilitatea ca roboții să fie următoarea generație de oameni.                                                                          |              |                          |             |